# 複素微分形式
数学では、複素微分形式(complex differential form)は、複素数係数を持つ多様体（通常は複素多様体）上の微分形式である。
複素微分形式は、微分幾何学において広く応用されている。複素多様体上での代数幾何学やケーラー幾何学やホッジ理論の多くで、複素微分形式は重要な基本としなっている。複素多様体でない場合でも、複素微分方程式は概複素構造やスピノルの理論やCR構造の研究で重要な役割を果たしている。
典型的には、複素微分形式は容易に期待される分解を持つ考えられている。たとえば、複素多様体上では、任意の k-形式が一意に (p,q)-形式に分解する。(p,q)-形式とは、大まかには、正則座標の p 個の外微分と、その複素共役の q 個の外微分のウェッジ積である。(p,q)-形式の集合は、基本的研究対象であり、k-形式以上に、多様体の幾何学的構造をよりよく反映定する。たとえば、ホッジ理論が適用可能な場合は、（k-形式よりも）良い多様体の構造が存在する。

## 複素多様体上の微分形式
M が複素多様体であるとすると、n 個の複素変数函数 z1,...,zn からなる局所座標変換が存在し、ある点の近傍から別の点の近傍への座標変換が複数の変数 zi の正則函数となる。複素微分形式の空間は、豊かな構造を持っていて、基本的には、座標変換の函数が滑らか(smooth)であることよりも正則であることに依存している。

### 1-形式
1-形式の場合からはじめる。最初に、それぞれの j について複素数の座標を実部と虚部 zj = xj + iyj へ分解する。
{\displaystyle dz^{j}=dx^{j}+idy^{j},\quad d{\bar {z}}^{j}=dx^{j}-idy^{j},}
とおくと、複素数係数を持つすべての微分形式は、和
{\displaystyle \sum _{j=1}^{n}f_{j}dz^{j}+g_{j}d{\bar {z}}^{j}.}
と書くことができることが分かる。
Ω1,0 を {\displaystyle dz} のみを含む複素微分形式の空間とし、Ω0,1 を {\displaystyle d{\bar {z}}} のみを含む空間とすると、コーシー・リーマンの方程式により空間 Ω1,0 と Ω0,1 は正則座標変換の下で不変である。言い換えると、異なる正則座標系 wi を選んでも、Ω0,1 の元による変換とともに、Ω1,0 の元もテンソル的に変換する。このように空間 Ω0,1 と Ω1,0 は複素多様体上の複素ベクトル場を定義する。

### 高次の形式
複素微分形式のウェッジ積は、実形式と同様な方法で定義される。p と q を非負な整数 ≤ n のペアとすると、(p,q)-形式の空間 Ωp,q は、Ω1,0 の p 個の元と Ω0,1 の q 個の元のウェッジ積の線型結合により定義される。記号で書くと、
{\displaystyle \Omega ^{p,q}=\Omega ^{1,0}\wedge \dotsb \wedge \Omega ^{1,0}\wedge \Omega ^{0,1}\wedge \dotsb \wedge \Omega ^{0,1}}
であり、ここに Ω1,0 の p 個の要素、Ω0,1 の q 個の要素が存在する。まさに、1-形式の 2つの空間が、座標の正則な変換の下で安定であるので、ベクトルバンドルを決定する。
Ek を全次数 k の全複素微分形式の空間とすると、Ek の各々の元は一意な方法で p + q = k である空間 Ωp,q の元の線型結合で表わすことができる。より簡潔に言うと、直積分解
{\displaystyle E^{k}=\Omega ^{k,0}\oplus \Omega ^{k-1,1}\oplus \dotsb \oplus \Omega ^{1,k-1}\oplus \Omega ^{0,k}=\bigoplus _{p+q=k}\Omega ^{p,q}}
となる。直積分解は正則座標変換の下に安定であるから、直積分解はベクトルバンドルの分解をも決定する。
特に、各々の k = p + q である p と q に対し、ベクトルバンドルの標準的な射影
{\displaystyle \pi ^{p,q}:E^{k}\rightarrow \Omega ^{p,q}}
が存在する。

### ドルボー作用素
通常の外微分は、切断の写像 d:Ek→Ek+1 を定義する。この写像を Ωp,q の切断に限定すると、実際 d:Ωp,q→Ωp+1,q + Ωp,q+1 である 外微分は多様体のより厳密な複素構造を反映はしない。
d と前のサブセクションで定義されたことを使うと、ドルボー作用素(Dolbeault operators)
{\displaystyle \partial =\pi ^{p+1,q}\circ d:\Omega ^{p,q}\rightarrow \Omega ^{p+1,q},\quad {\bar {\partial }}=\pi ^{p,q+1}\circ d:\Omega ^{p,q}\rightarrow \Omega ^{p,q+1}}
と定義することができる。これらの作用素を局所座標で表わすため、
{\displaystyle \alpha =\sum _{|I|=p,|J|=q}\ f_{IJ}\,dz^{I}\wedge d{\bar {z}}^{J}\in \Omega ^{p,q}}
とおく。ここに I と J は多重指数である。すると、
{\displaystyle \partial \alpha =\sum _{|I|,|J|}\sum _{\ell }{\frac {\partial f_{IJ}}{\partial z^{\ell }}}\,dz^{\ell }\wedge dz^{I}\wedge d{\bar {z}}^{J}}
{\displaystyle {\bar {\partial }}\alpha =\sum _{|I|,|J|}\sum _{\ell }{\frac {\partial f_{IJ}}{\partial {\bar {z}}^{\ell }}}d{\bar {z}}^{\ell }\wedge dz^{I}\wedge d{\bar {z}}^{J}}
が成り立つ。
次の性質も成り立つことが分かる。
{\displaystyle d=\partial +{\bar {\partial }}}
{\displaystyle \partial ^{2}={\bar {\partial }}^{2}=\partial {\bar {\partial }}+{\bar {\partial }}\partial =0.}
これらの作用と性質は、ドルボーコホモロジーの基礎とホッジ理論の様々な面を与える。

### 正則形式
各々の p に対し、正則 p-形式はバンドル Ωp,0 の正則切断である。局所座標では、正則 p-形式は、
{\displaystyle \alpha =\sum _{|I|=p}f_{I}\,dz^{I}}
と書くことができる。ここに fI は正則函数である。同じことであるが、(p,0)-形式 α が正則であることと、
{\displaystyle {\bar {\partial }}\alpha =0.}
は同値である。正則 p-形式の層は、よく Ωp と表わされるが、混乱を時々招くので、代わりの記法を使うようになってきている。

## 参照項目
- ドルボー複体
- フローリッヒのスペクトル系列（英語版）(Frölicher spectral sequence)
- 第一種微分（英語版）(Differential of the first kind)